# Балева, Абубакар Тафава
Абубакар Тафава Балева (англ. Abubakar Tafawa Balewa, 1 октября 1912, Баучи, протекторат Нигерия — 15 января 1966, Лагос, Нигерия) — нигерийский государственный деятель, первый премьер-министр независимой Нигерии.

## Биография
Его отец работал в доме главы округа Лере, района эмирата Баучи. После окончания школы хафизов в Баучи поступил в колледж Кацина. После окончания колледжа вернулся в Баучи и стал работать учителем в средней школе, с 1941 – директором школы. В 1944 году прошёл обучение в Лондонском университете. По возвращении в Нигерию стал инспектором школ колониальной администрации.

## Политическая деятельность
С 1946 года стал заниматься политикой, а через год его избрали в Законодательное собрание Нигерии, где он защищал права жителей северной части Нигерии. В 1951 году вместе с Ахмаду Белло основал Конгресс народов Севера (NPC) и стал его вице-президентом.
В 1952 году вошёл в правительство в качестве министра общественных работ, а позже министром транспорта. В 1957 году он был избран премьер-министром коалиционного правительства и сохранил это пост в 1960 году, когда Нигерия обрела независимость. В 1963 году стал первым ректором Ибаданского университета. При нём в 1963 году была принята новая конституция, провозгласившая страну парламентской республикой в составе Содружества. В 1964 году был переизбран в Законодательное собрание.
Сыграл важную посредническую роль Моизом Чомбе и властями Конго во время конголезского кризиса 1960—1964 годов. Возглавил громкий протест против резни в Шарпевиле в 1960 году и выступал за исключение ЮАР из Содружества в 1961 году.
Его беседа с президентом Дж. Ф. Кеннеди с борта корабля ВМС США “Kingsport”, находившегося в бухте Лагоса, 23 августа 1963 года стала первой беседой в прямом эфире между главами правительств по спутнику.
Распространение литературы стран советского блока в Нигерии было запрещено, а студентам не рекомендовалось получать советскую образовательную стипендию. Балева лично заверил британское правительство: «Мы будем использовать все средства, которые в наших силах, чтобы предотвратить проникновение коммунизма и коммунистических идей в Нигерию».
В период его правления в стране накапливались экономические и политические проблемы. Считался несамостоятельным политиком, представителем северной элиты страны.
В результате военного переворота 15 января 1966 года многие лидеры Нигерии, в том числе Абубакар Балева и Ахмаду Белло, были свергнуты и убиты. Обстоятельства его смерти до сих пор неизвестны. Тело Балевы было найдено на обочине дороги возле Лагоса через шесть дней после того, как он был отстранен от должности и увезён военными во главе с майором Эммануэлем Ифеаджуной. В официальных полицейских отчетах об обстоятельствах его смерти (которые позже оказались отредактированными) утверждается, что Ифеаджуна застрелил Балеву в дороге, и бросил тело у шоссе. Однако, по другим сведениям, утверждается, что Балева не был преднамеренно убит (учитывая, что он не был одной из заявленных целей переворота), а скорее умер от астмы или сердечного приступа во время перевозки. Вскрытие тела Балевы не проводилось, и нет никаких доказательств того, что он был застрелен. Согласно официальным сообщениям, его тело было найдено в сидячем положении у дерева рядом с телом министра финансов Фестуса Окотие-Эбо, который действительно был застрелен военными, оказавшись в центре обвинений в коррупции. Вопрос смерти Балевы остаётся невыясненным элементом истории попытки государственного переворота 1966 года.
Балева был похоронен в своём родном городе. Новости о его убийстве вызвало беспорядки в Северной Нигерии.
Имел 4-х жён и 19 детей.
Его изображение сегодня можно найти на банкнотах номиналом 5 найр. В его честь названы университет и международный аэропорт в Баучи.

## Литературное творчество
В 1934 году написал исторический роман «Шейху Умар», в котором в художественной автобиографической форме рассказывается о жизни набожного мусульманина в среде, сформированной работорговлей, семейными отношениями и исламской религией. Роман был опубликован в виде книги в 1955 году и до сих пор читается в Нигерии. В 1970 году состоялась премьера пьесы по данному роману.

## Награды
В январе 1960 года Елизавета II посвятила Балеву в рыцари. В мае 1960 года он был удостоен звания почётного доктора Шеффилдского университета, а в июле 1961 – Нью-Йоркского университета.